# جيمس كولر
جيمس كولر (بالإنجليزية: James Koller)‏ (30 مايو 1936، أوك بارك في الولايات المتحدة - 10 ديسمبر 2014، جوبلن في الولايات المتحدة)؛ روائي أمريكي.